# Almita
Almita és un gènere d'arnes de la família Crambidae.

## Taxonomia
- Almita portalia B. Landry, 1995
- Almita texana B. Landry, 1995